# Denys Sytnik
Denys Łeonidowycz Sytnik, ukr. Денис Леонідович Ситнік (ur. 14 października 1986 w Kijowie) – ukraiński piłkarz, grający na pozycji napastnika.

## Kariera piłkarska

### Kariera klubowa
Wychowanek DJuSSz-15 Kijów oraz klubów Spartak-Mast Browary i Łokomotyw-MSM-OMIKS Kijów, barwy których bronił w juniorskich mistrzostwach Ukrainy (DJuFL). Latem 2007 rozpoczął karierę piłkarską w drugoligowej drużynie Komunalnyk Ługańsk. W 2008 grał w amatorskim zespole Switanok Kowaliwka. Zimą 2009 został zaproszony przez trenera Jurija Małyhina do klubu Hirnyk-Sport Komsomolsk. Zimą 2010 zgodził się na propozycję kontynuować swoje występy w islandzkim Vestmannaeyja. W kwietniu 2012 przeniósł się do Rumunii, gdzie bronił barw Petrolul Ploeszti. W 2013 roku powrócił do Islandii, gdzie występował w drugoligowych klubach Grindavíkur i Thróttur Reykjavík. Od 2014 jest zaś graczem ukraińskiej drużyny Tytan Armiańsk.

## Sukcesy i odznaczenia

### Sukcesy klubowe
- brązowy medalista Mistrzostw Islandii: 2010, 2011
- mistrz Drugiej Ligi Ukrainy: 2008
- finalista Pucharu Ligi Ukraińskiej: 2010